# Delphinium tongolense
Delphinium tongolense är en ranunkelväxtart som beskrevs av Adrien René Franchet. Delphinium tongolense ingår i släktet storriddarsporrar, och familjen ranunkelväxter. Inga underarter finns listade i Catalogue of Life.